# Painteria
Painteria là một chi thực vật có hoa trong họ Đậu.